# Charles Louis Alphonse Laveran
Charles Louis Alphonse Laveran (Pariz, 18. lipnja 1845. -  Pariz, 18. svibnja 1922.), francuski liječnik. Poput svoga oca radio je kao vojni liječnik.
1878. godine poslan je u Alžir (tada francuski teritorij), prvo u vojnu bolnicu u Bône, pa zatim u Constantine. Godine 1880. dok je radio u vojnoj bolnici u Constantine (Alžir), otkrio je da je uzrok malarije protozoa. Bilo je to prvi puta da je dokazano da praživotinja (protozoa) može biti uzrok bolesti.
Napustio je vojsku 1896. da bi otišao raditi kao dobrovoljac u Pasteur Institute. Tamo se je posvetio proučavanju protozoalnih infekcija životinja i ljudi, posebno tripanosomiaze.
Za svoj rad i kasnija otkirića bolesti uzrokovanih praživotinjama dobio je Nobelovu nagradu za fiziologiju ili medicinu 1907.
Alphonse Laveran pokopan je na groblju Cimetière du Montparnasse u Parizu.

## Vanjske poveznice
- (engl.) https://web.archive.org/web/20070204092901/http://crishunt.8bit.co.uk/alphonse_laveran.html
- (engl.)Profil Centra za kontrolu bolesti u Atlanti
- (engl.)Nobelova nagrada - životopis